# Élections cantonales françaises de 1864
Des élections cantonales sont organisées en France en juin 1864.